# Miss Distrito Federal 2015
Miss Distrito Federal 2015 foi a 54ª edição do concurso que escolheu a melhor candidata brasiliense para representar o Distrito Federal e sua cultura no Miss Brasil 2015. O evento contou com a participação de vinte e três regiões administrativas com suas respectivas candidatas disputando o título que pertencia à Luísa Lopes. O certame é coordenado pelo empresário Clóves Nunes e teve lugar no famoso e tradicional Centro de Convenções Ullysses Guimarães. A vencedora, a primeira brasiliense negra a ganhar o título, Amanda Balbino, representou o Núcleo Bandeirante.

## Resultados

### Colocações
| Posição                 | Representação e Candidata |
| Miss Distrito Federal   | - Núcleo Bandeirante - Amanda Balbino |
| 2º. Lugar               | - Vicente Pires - Lorena Loschi |
| 3º. Lugar               | - Comerciária - Giselle Maria |
| 4°. Lugar               | • Itapoã - Laisa Cardoso |
| 5°. Lugar               | • Ceilândia - Loyanne Faria |
| (TOP 13) Semifinalistas | - Águas Claras - Izabella Xavier - Cruzeiro - Rafaella Neres - Gama - Bruna Trindade - Jardim Botânico - Laura Stecanela - Riacho Fundo - Karinna Souza - Taguatinga - Ana Lígia Rezende - Samambaia - Tawanna Mendes - Sudoeste - Joniele Strelov |

### Ordem dos Anúncios
| 1. Vicente Pires 2. Samambaia 3. Riacho Fundo 4. Guará 5. Taguatinga 6. Comerciária 7. Ceilândia 8. Águas Claras 9. Sudoeste 10. Jardim Botânico 11. Cruzeiro 12. Núcleo Bandeirante 13. Itapoã | 1. Ceilândia 2. Itapoã 3. Vicente Pires 4. Núcleo Bandeirante 5. Comerciária | 1. Vicente Pires 2. Núcleo Bandeirante 3. Comerciária |  |

## Representação e Candidata
As candidatas que competiram este ano: 
| - Águas Claras - Izabella Xavier - Candangolândia - Daniela Ferreira - Ceilândia - Loyanne Faria - Comerciária - Giselle Maria - Cooperativismo - Larissa Rodrigues - Cruzeiro - Rafaella Neres - Estrutural - Ana Carolina Araújo - Gama - Bruna Trindade - Guará - Bruna Melo - Itapoã - Laísa Cardoso - Jardim Botânico - Laura Stecanela - Lago Norte - Camila Dias | - Lago Sul - Viviane Monteiro - Núcleo Bandeirante - Amanda Balbino - Paranoá - Layssa Sousa - Recanto das Emas - Vanessa Mendes - Riacho Fundo - Karinna Souza - Riacho Fundo II - Bianca Albuquerque - Samambaia - Tawanna Mendes - Sobradinho - Amanda Amaral - Sudoeste - Joniele Strelov - Taguatinga - Ana Lígia Rezende - Vicente Pires - Lorena Loschi |

## Dados das Candidatas
| - Ceilândia: A modelo Loyanne Faria tem 21 anos e curiosamente é irmã da Miss Ceilândia de 2014, Allana Maya. Nascida em Taguatinga mas residente na cidade vizinha desde pequena, Loyanne é secretária e modela há quatro anos. | - Paranoá: Em evento realizado com 6 competidoras, Layssa Raianny Sousa Barbosa levou a melhor e garantiu uma bolsa de estudos na Faculdade CECAP. Nascida em Brasília e residente em Paranoá, a ruiva tem 18 anos e tem como hábito a leitura. | - Sobradinho: Em evento luxuoso na Região Administrativa de Sobradinho com 15 candidatas, a vitoriosa foi a estudante Amanda Amaral dos Santos, de 17 anos e 1.73m de altura. O concurso contou com o apoio do coordenador distrital Clóves Nunes e de personalidades públicas da cidade. |

## Ver Também
- Miss Distrito Federal
- Miss Distrito Federal 2014
- Miss Brasil
- Miss Brasil 2015